# Rho
Das Rho (griechisches Neutrum ῥῶ, neugriechisch Ρω, Majuskel Ρ, Minuskel ρ oder ϱ) ist der 17. Buchstabe des griechischen Alphabets und hat nach dem milesischen Prinzip einen numerischen Wert von 100.
Am Anfang eines altgriechischen Wortes ist es immer aspiriert/behaucht z. B. ῥέω (rhéō) ich fließe.

## Verwendung
- In der Physik ist das kleine Rho
  - das Zeichen für die Dichte,
  - das Zeichen für den spezifischen elektrischen Widerstand, eine temperaturabhängige Materialkonstante,
  - der Bezeichner eines Mesons (ρ-Meson),
  - das Zeichen für die Ladungsdichte,
  - die Dichtematrix, eine Darstellung des Dichteoperator (bei Systemen in quantenmechanisch definierten Zuständen).
- In der Chemie ist das kleine Rho ein (nicht normgerechtes) Formelzeichen für die Massenkonzentration.
- In der Statistik ist das kleine Rho ein häufig verwendetes Zeichen für den Korrelationskoeffizienten.
- In der linearen Algebra und in der Funktionalanalysis wird der Spektralradius mit einem kleinen Rho bezeichnet.
- Im Vermessungswesen wird der Umrechnungsfaktor zwischen Bogenmaß und anderen Winkelmaßen mit einem kleinen Rho bezeichnet: ρ = 180/π für Altgrad, ρ = 200/π für Gon, … Es findet zum Beispiel in Formeln wie α/ρ = b/r Verwendung, die als Verhältnis von Zentriwinkel und Bogenstück außerhalb des Vermessungswesens meistens α = b/r geschrieben wird.
- In der Linguistik bezeichnet man den Lautwandel zu r als Rhotazismus.
- In der Warteschlangentheorie ist es der Auslastungsgrad.
- In der Wirtschaftswissenschaft ist ρ
  - eine der Kennzahlen zur Bewertung einer Option und
  - in Wachstumsmodellen gewöhnlich ein Parameter der die Zeitpräferenz des Konsums der Haushalte wiedergibt.

## Zeichenkodierung
|            | Majuskel Ρ | Minuskel ρ | Minuskel ϱ (Variante) |
| ---------- | ---------- | ---------- | --------------------- |
| LaTeX-Code | \Rho       | \rho       | \varrho               |